# Karl Lichnowsky
Carlos Aloísio, Príncipe Lichnowsky de Woschütz, popularmente conhecido como Karl Lichnowsky (Viena, 21 de junho de 1761 – Viena, 15 de abril de 1814), foi príncipe da Prússia. Ele é lembrado como patrono da música por sua amizade com Wolfgang Amadeus Mozart e Ludwig van Beethoven.

## Vida
Lichnowsky nasceu em Viena, era o filho mais velho de Johann Carl com sua mulher, Carolina. Embora Lichnowsky passasse a maior parte do tempo em Viena, ele era realmente o príncipe da Prússia, e suas propriedades estavam localizadas em Gratz, e depois na província da Silésia, que havia sido conquistado pela Prússia. O local é hoje chamado Hradec nad Moravicí e está dentro das fronteiras da República Checa.
Na sua juventude ele foi um estudante de Direito, estudando em Leipzig e em Göttingen. Enquanto em Göttingen ele conheceu Johann Nikolaus Forkel, que mais tarde viria a tornar-se famosa por escrever a primeira biografia de JS Bach. Lichnowsky nesse tempo começou a coleta de trabalhos de Bach em cópias manuscritas. Ele também foi um músico e um compositor.
Lichnowsky casou-se em (1788), com Maria Christiane Thun, filha de Wilhelmine von Thun..
Ele morreu em Viena em 1814.

## Relação com Mozart
Em 1789 ele viajou para Berlim, tendo Mozart junto a ele. Ele emprestou dinheiro a Mozart, o qual este foi incapaz de reembolsar. Isso levou o príncipe a demandar Mozart, e em 9 de Novembro de 1791, poucas semanas antes de Mozart morrer, o Tribunal da Áustria (Landrechte) decidiu o caso em favor do príncipe, decidindo que Mozart devia a ele a soma de 1435 fIorins e 32 kreutzer. Um montante substancial. O tribunal emitiu uma ordem judicial para a câmara Imperial parcelar o pagamento dos fIorins em 800 por ano. As provas da ação foram descobertas apenas em 1991, portanto, não é discutido em biografias anteriores de Mozart.

## Relação com Beethoven
Lichnowsky foi um dos mais importantes defensores do democrático Beethoven. Em 1805 uma carta do compositor chamou-lhe de "um dos meus mais fiéis amigos e promotores da minha arte." 
Em 1796, o príncipe viajou para Praga, desta vez tendo Beethoven com ele. O compositor estava a caminho de Berlim..
Em 1800, Lichnowsky, com outros aristocratas, contratou com Beethoven um subsídio anual de 600 fIorins até o momento em que ele encontrasse com nomeação regular como músico (isso nunca aconteceu). A bolsa continuou até 1806, quando eclodiu uma furiosa desavença entre os dois, que encerrava a amizade (Beethoven vivendo no palácio de Lichnowsky). Logo a seguir, em retaliação, chegando à sua própria casa, em Viena, Beethoven quebrou um busto do Príncipe, que ali guardava.
Em 1809, Lichnowsky, embora ainda pessoalmente desentendido com Beethoven, encarregou-se, e a dois outros aristocratas (Arquiduque Rudolph e Príncipe Kinsky), de arranjar uma bolsa para o compositor. No entanto, devido ao caos econômico (Napoleão tinha acabado de ocupar Viena com seu exército), não foi possível pagar indefinidamente o salário.
Cinco das composições musicais de Beethoven antes de 1806 foram dedicados a Lichnowsky:
1. Os três trios piano, Opus 1 (1793)
2. O "Nove variações para piano em 'Quant'è più bello' de Giovanni Paisiello da ópera La Molinara", para piano solo, Woo 69 (1795)
3. A sonata para piano em C menor, Ópus 13 (Patétique) (1798)
4. O Piano Sonata em Lá bemol, Opus 26 (1801)
5. A Segunda Sinfonia (1802)